# Joas Mbitso Ngedza
Joas Mbitso Ngedza est un homme politique congolais, il est vice-ministre des Finances dans le gouvernement Muzito III.